# Jashinea expatriata
Jashinea expatriata är en tvåvingeart som först beskrevs av H. Oldroyd 1957.  Jashinea expatriata ingår i släktet Jashinea och familjen bromsar.
Artens utbredningsområde är Madagaskar. Inga underarter finns listade i Catalogue of Life.